# جازاريا جنوة
غازاريا (بالإنجليزية: Gazaria)‏ (أيضًا كاساريا وككساريا وجاساريا ) هو الاسم الذي أطلق على الممتلكات الاستعمارية لجمهورية جنوة في القرم وحول سواحل البحر الأسود في أراضي المناطق الحديثة في روسيا وأوكرانيا ورومانيا ، من منتصف القرن الثالث عشر. القرن إلى أواخر القرن الخامس عشر. كان الحكم الجنوي يمثله القنصل ، وكانت عاصمة جازاريا هي مدينة فيودوسيا في شبه جزيرة القرم. 
الاسم غازاريا مشتق من الخزر ، على الرغم من أن الخزر توقفوا عن حكم المنطقة قبل وصول جمهورية جنوة بوقت طويل.